# ジプシー占い

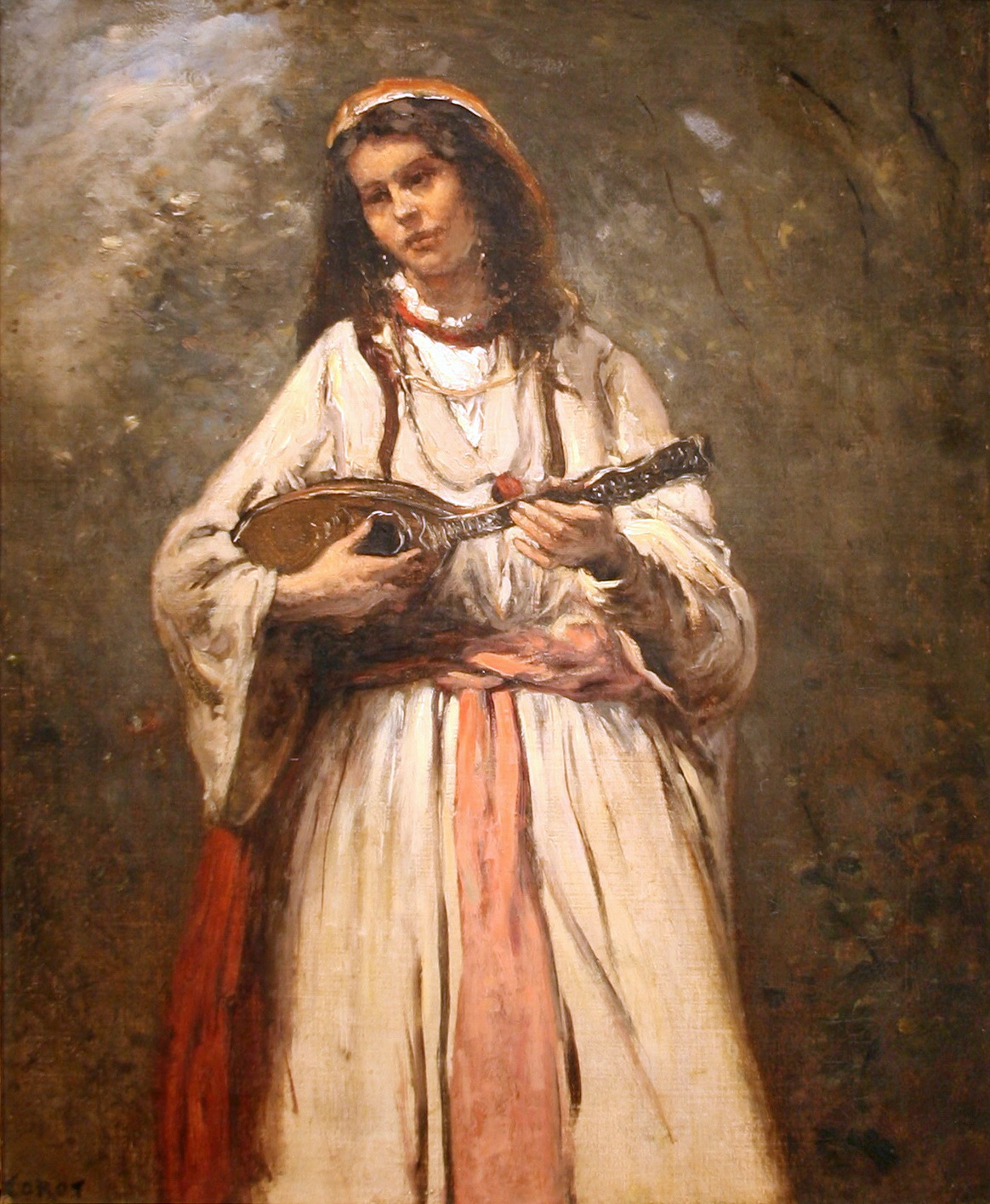
ジプシー

ジプシー占い（ジプシーうらない）とは、タロットカードの起源とされており、インドからヨーロッパへ放浪の旅をしていたジプシーの中で発祥した占いの一種である。
現在は絵の描いたカードを用いて占っているが、元来は、ジプシーたちが枝や木の葉を使っていたと言われている。
ジプシー占いがヨーロッパに広まったのはナポレオンの妻ジョセフィーヌと親交の深かったルノルマン婦人によるものだと言われている。
ルノルマン婦人は、ナポレオンがドイツ、オーストリア、ロシアを支配する数年前に「王の中の王になる」と予言し、戦線のたびに助言していたといわれている。